# Danze di Galánta
Danze di Galánta è una composizione per orchestra di Zoltán Kodály del 1933.

## Storia della composizione
Tre anni dopo la stesura delle Danze di Marosszék, Kodály iniziò a comporre una nuova suite basata su motivi di danze popolari ungheresi; l’occasione fu fornita dalla richiesta di una composizione per celebrare l’ottantesimo anniversario della Società Filarmonica di Budapest.
La decisione di comporre un’altra collana di danze deve aver avuto per il musicista la spinta di una notevole componente sentimentale, come dimostra il titolo della suite: Galánta, durante la giovinezza di Kodály, era un piccolo villaggio situato lungo la ferrovia che collegava Budapest a Vienna, dove il padre del compositore lavorava come funzionario delle ferrovie imperiali austroungariche. Durante i suoi soggiorni a Galánta, Kodály ebbe modo di poter ascoltare le esecuzioni di una piccola orchestra tzigana, un’esperienza questa che rimase uno dei suoi primi ricordi musicali. Nel 1933, allorché iniziò a comporre un nuovo ciclo di danze, il compositore trasse ispirazione dai motivi uditi durante quei soggiorni. 
Occorre fare una precisazione riguardo a tale fonte d’ispirazione. Si è parlato di un’orchestrina tzigana, che dunque faceva uso di un materiale musicale solo in parte (forse in minima parte) ungherese, benché molto diffuso da secoli nell’area di Galánta, al punto di diventare musica di dominio popolare. Ora, il fatto che Kodály abbia voluto fare riferimento a questa particolare fonte d’ispirazione è particolarmente significativo. In quanto etnomusicologo di grande esperienza, egli era pienamente consapevole delle particolari caratteristiche della musica tzigana; si può dunque pensare che la scelta sia dipesa da un lato dal notevole fascino del colore esotico tzigano, e dall’altro dall’elemento sentimentale rappresentato dagli anni dell’infanzia trascorsi a Galánta. 
La scelta di un materiale musicale se non proprio estraneo alla tradizione musicale ungherese perlomeno alquanto eterogeneo, ha richiesto per il suo impiego in una composizione sinfonica l’ausilio di un’orchestrazione conforme ai canoni tradizionali delle scuole nazionali, sia pure aggiornati in ossequio alle moderne tecniche di composizione. Per Giacomo Manzoni, Kodály «si limita a rivestire di armonie adeguate e di una strumentazione brillante elementi tematici tolti di peso dal patrimonio etnico» . Perciò, da una parte vi sono i temi tzigani con il loro suggestivo fascino esotico, e dall’altra parte una sapiente scrittura orchestrale nella quale emergono le influenze degli impressionisti accanto ai ritmi primitivi richiamanti la Sagra della Primavera di Igor Stravinskij.
La prima esecuzione delle Danze di Galánta ebbe luogo a Budapest il 23 ottobre 1933, con Ernő Dohnányi in veste di direttore.

## Struttura della composizione
Le Danze di Galánta sono una delle pagine dove l’istintiva ispirazione melodica di Kodály tende a sfociare in un’assunzione del folclore magiaro in termini essenzialmente coloristici e pittoreschi ; tale considerazione non sminuisce minimamente il valore della musica, giacché il compositore ungherese ravviva qui con la sua sapiente e raffinata arte della strumentazione un patrimonio musicale risalente a due secoli prima. Queste danze sono indubbiamente una delle composizioni dell’autore più celebri e amate dal pubblico in tutto il mondo non solo per il fascino che destano all’ascolto, ma anche per il fatto di costituire una testimonianza viva ed autentica di una profonda espressione popolare, capace di una “presa” immediata sugli amanti della musica più esigenti.
Tutta la partitura, nota ancora Giacomo Manzoni, sprigiona un fresco aroma popolaresco traboccante di ritmi assai vari, ed è elaborata con un’eleganza che pone vieppiù in luce le caratteristiche peculiari delle danze originali prese a riferimento, le quali «non vengono trasfigurate in una superiore dimensione ma rimangono espressione immediata e spontanea di una ricca vena musicale etnica» .
Le Danze iniziano con un’Introduzione in tempo Lento, che si basa su una semplice melodia presentata dai violoncelli e ripresa dal corno in un primo momento, poi da altri strumenti, e conclusa dal clarinetto che, dopo il tremolo iniziale, dà vita a un brillante e impegnativo assolo conclusivo. 
Dopo una breve pausa, è ancora il clarinetto a dare inizio alla prima danza (Andante maestoso) con il sottofondo discreto dell’orchestra, al quale fa seguito l’energico intervento degli archi che variano alquanto il motivo presentato dal clarinetto, riducendo gradualmente l’intensità sonora.
Quasi inavvertitamente, si passa alla seconda danza (Allegretto moderato) introdotta dai fiati con l’accompagnamento degli archi pizzicati; segue l’intervento dei flauti, seguiti dagli ottavini accompagnati dai clarinetti; poi è la volta degli archi (in tempo accelerato) e dell’ottavino, al quale fanno seguito vari impasti sonori, sempre con il pizzicato degli archi a fare da sottofondo. Segue un breve ed energico passaggio degli archi, un più quieto dialogare dei legni acuti e un ritorno vigoroso degli archi che ripetono il motivo del clarinetto udito nella precedente danza. 
Poco per volta, la musica cala d’intensità, con il canto degli archi a note lunghe che precede l’inizio della terza danza (Allegro con moto, grazioso) affidato al dialogo tra oboe e clarinetto in un primo momento, al quale seguono gli ottavini con il triangolo e i campanelli. Gli impasti sonori si fanno poco per volta più vari e complessi, con gli archi che di tanto in tanto interrompono i momenti di quiete lanciando frasi vigorose, fino alla placida conclusione.
Ancora una assai breve pausa conduce alla quarta danza (Allegro - Poco meno mosso), che inizia con gli archi che procedono in un crescendo di intensità, sostenuti dal resto dell’orchestra, fino ad arrestarsi di colpo per lasciare spazio ai corni e ai fagotti accompagnati dagli archi pizzicati, che precedono l’entrata del clarinetto con il suo tranquillo motivo ripreso dagli altri strumenti. Poi, gli archi sembra che vogliano riappropriarsi del ruolo in primo piano, ma non per molto; ritornano i corni e i fagotti con il loro duettare in staccato, seguiti dagli altri fiati che gradualmente accelerano il tempo accompagnati dai timpani fino a condurre alla quinta danza (Allegro vivace), che si richiama con tutta evidenza alla brillante capacità dei violinisti tzigani. Si tratta di un brano di grande fascino e di sicura presa sul pubblico, per i suoi luminosi colori e il marcato virtuosismo di tutte le sezioni orchestrali, impegnate in un entusiasmante tour de force finale. Dopo una pausa, una cadenza del clarinetto ed un riepilogo dei principali temi uditi in precedenza concludono la composizione .    

## Discografia parziale
- Budapest Philharmonic Orchestra, János Ferencsik (Hungaroton)
- Czecho-Slovak Radio Symphony Orchestra, Adrian Leaper (Naxos)
- London Philharmonic Orchestra, Sir Georg Solti (Decca)
- Philadelphia Orchestra, Eugene Ormandy (RCA BMG)
- Philadelphia Orchestra, Eugene Ormandy (Sony BMG)
- Philharmonia Hungarica, Miltiades Caridis (Decca)
- Philharmonia Hungarica, Antal Dorati (Decca)
- Radio-Sinfonieorchester Stuttgart, Sir Neville Marriner (Capriccio)